# Gran Premi de la Xina del 2006
Resultats del Gran Premi de la Xina del 2006 disputat a Xangai el 29 de setembre del 2006.

## Resultats de la classificació per la graella de sortida
| Pos. | Nac.               | Pilot                | Equip/Motor         | Part 3   | Part 2   | Part 1   |
| ---- | ------------------ | -------------------- | ------------------- | -------- | -------- | -------- |
| 1    | Spain              | Fernando Alonso      | Renault             | 1:44.360 | 1:43.951 | 1:44.128 |
| 2    | Italy              | Giancarlo Fisichella | Renault             | 1:44.992 | 1:44.336 | 1:44.378 |
| 3    | Brazil             | Rubens Barrichello   | Honda               | 1:45.503 | 1:45.228 | 1:47.072 |
| 4    | the United Kingdom | Jenson Button        | Honda               | 1:45.503 | 1:44.662 | 1:45.809 |
| 5    | Finland            | Kimi Räikkönen       | McLaren - Mercedes  | 1:45.754 | 1:45.622 | 1:44.909 |
| 6    | Germany            | Michael Schumacher   | Ferrari             | 1:45.775 | 1:45.660 | 1:47.366 |
| 7    | Spain              | Pedro de la Rosa     | McLaren - Mercedes  | 1:45.877 | 1:45.095 | 1:44.808 |
| 8    | Germany            | Nick Heidfeld        | Sauber - BMW        | 1:46.053 | 1:45.055 | 1:46.249 |
| 9    | Poland             | Robert Kubica        | Sauber - BMW        | 1:46.632 | 1:45.576 | 1:46.049 |
| 10   | the Netherlands    | Robert Doornbos      | RBR - Ferrari       | 1:48.021 | 1:45.747 | 1:46.387 |
| 11   | the United States  | Scott Speed          | STR - Cosworth      |          | 1:45.851 | 1:46.222 |
| 12   | the United Kingdom | David Coulthard      | RBR - Ferrari       |          | 1:45.968 | 1:45.931 |
| 13   | Italy              | Vitantonio Liuzzi    | STR - Cosworth      |          | 1:46.172 | 1:45.564 |
| 14   | Australia          | Mark Webber          | Williams - Cosworth |          | 1:46.413 | 1:48.560 |
| 15   | Germany            | Nico Rosberg         | Williams - Cosworth |          | 1:47.419 | 1:47.535 |
| 16   | Germany            | Ralf Schumacher      | Toyota              |          |          | 1:48.894 |
| 17   | Italy              | Jarno Trulli         | Toyota              |          |          | 1:49.098 |
| 18   | Portugal           | Tiago Monteiro       | MF1 - Toyota        |          |          | 1:49.903 |
| 19   | Japan              | Sakon Yamamoto       | Aguri - Honda       |          |          | 1:55.560 |
| 20   | Brazil             | Felipe Massa*        | Ferrari             |          | 1:45.970 | 1:47.231 |
| 21   | Japan              | Takuma Sato*         | Aguri - Honda       |          |          | 1:50.326 |
| 22   | the Netherlands    | Christijan Albers*   | MF1 - Toyota        |          |          | 1:49.542 |

Notes:
- Felipe Massa va perdre 10 llocs a la graella per haver canviat el motor.
- Takuma Sato va perdre 10 llocs a la graella per haver canviat el motor.
- Cristijan Albers va ser sancionat per no fer cas als comisaris i enviat al lloc 22 de la graella.

## Classificació de la cursa
| Pos  | No | Pilot                | Equip               | Voltes | Temps/ Retirada   | Pos. de sortida | Punts |
| ---- | -- | -------------------- | ------------------- | ------ | ----------------- | --------------- | ----- |
| 1    | 5  | Michael Schumacher   | Ferrari             | 56     | 1h 37' 32. 747    | 6               | 10    |
| 2    | 1  | Fernando Alonso      | Renault             | 56     | + 3.121 s         | 1               | 8     |
| 3    | 2  | Giancarlo Fisichella | Renault             | 56     | + 44.197 s        | 2               | 6     |
| 4    | 12 | Jenson Button        | Honda               | 56     | + 1' 12.056 min.  | 4               | 5     |
| 5    | 4  | Pedro de la Rosa     | McLaren - Mercedes  | 56     | + 1' 17.137 min.  | 7               | 4     |
| 6    | 11 | Rubens Barrichello   | Honda               | 56     | + 1' 19.131 min.  | 3               | 3     |
| 7    | 16 | Nick Heidfeld        | Sauber - BMW        | 56     | + 1' 31.979 min.  | 8               | 2     |
| 8    | 9  | Mark Webber          | Williams - Cosworth | 56     | + 1' 43.588 min.  | 14              | 1     |
| 9    | 14 | David Coulthard      | Red Bull - Ferrari  | 56     | + 1' 43.796 min.  | 12              |       |
| 10   | 20 | Vitantonio Liuzzi    | STR - Cosworth      | 55     | + 1 Volta         | 13              |       |
| 11   | 10 | Nico Rosberg         | Williams - Cosworth | 55     | + 1 Volta         | 15              |       |
| 12   | 15 | Robert Doornbos      | Red Bull - Ferrari  | 55     | + 1 Volta         | 10              |       |
| 13   | 17 | Robert Kubica        | Sauber - BMW        | 55     | + 1 Volta         | 9               |       |
| 14   | 21 | Scott Speed          | STR - Cosworth      | 55     | + 1 Volta         | 11              |       |
| 15 * | 19 | Christijan Albers    | Spyker MF1 - Toyota | 53     | + 3 Voltes        | 22              |       |
| 16   | 23 | Sakon Yamamoto       | Super Aguri - Honda | 52     | + 4 Voltes        | 19              |       |
| Ret  | 7  | Ralf Schumacher      | Toyota              | 49     | Pressió de l'oli  | 16              |       |
| Ret  | 6  | Felipe Massa         | Ferrari             | 44     | Col·lisió         | 20              |       |
| Ret  | 8  | Jarno Trulli         | Toyota              | 38     | Neumàtics         | 17              |       |
| Ret  | 18 | Tiago Monteiro       | Spyker MF1 - Toyota | 37     | Virolla           | 18              |       |
| Ret  | 3  | Kimi Räikkönen       | McLaren - Mercedes  | 18     | Accelerador       | 5               |       |
| DSQ  | 22 | Takuma Sato          | Super Aguri - Honda | 55     | Cas omís banderes | 21              |       |

Notes:
- Takuma Sato va ser desqualificat per ignorar repetidament les banderes blaves dels comissaris.
- Christijan Albers va ser sancionat amb 25 segons per ignorar les banderes blaves.

## Altres
- Volta ràpida: Fernando Alonso 1: 37. 586